# Lucas Carmen López Cabanillas
 Lucas Carmen López Cabanillas ( Córdoba, 13 de julio de 1855 - Buenos Aires, Argentina, 20 de noviembre de 1935 ) fue un Ministro de la Corte Suprema de Justicia de Argentina.

## Biografía
Era hijo de Lucas López Díaz y de Balbina Gertrudis Cabanillas Pintos Estudió en la Universidad Nacional de Córdoba, donde se doctoró en leyes. Su actuación política inicial fue opuesta al roquismo y así intervino en la revolución que estalló el 26 de febrero de 1880, promovida desde Buenos Aires y dirigida por Lisandro Olmos contra el gobernador de Córdoba Antonio del Viso y Juárez Celman, quienes fueron capturados por los sublevados en la sede del gobierno por entonces en el Cabildo de Córdoba y consiguieron salvarse prometiendo la impunidad a los rebeldes, bajo amenaza de muerte. Poco después y en el marco de los sucesos conocidos como la Revolución de 1880, López Cabanillas apoyó a los rebeldes dirigidos por el gobernador de Buenos Aires, Carlos Tejedor, quien finalmente, con la ayuda de tropas enviadas por Juárez Celman –quien había asumido la gobernación de Córdoba el 17 de mayo de 1880 fue derrotado.
Posteriormente se radicó en Azul, donde el 26 de diciembre de 1884 se casó con Rosalía Ana Francisca Dhers y Báres. Se trasladó luego a Entre Ríos; allí volvió a la actividad política y fue elegido intendente de Gualeguay, primero,  y diputado provincial, después. En 1887 comenzó su carrera judicial en Buenos Aires como agente fiscal y continuó dos años después  como juez correccional. En 1891 fue nombrado juez de la Cámara de apelación en lo criminal y comercial y el 5 de diciembre de 1910 el presidente Roque Sáenz Peña firmó el decreto que lo designó juez de la Corte Suprema de Justicia de la Nación en reemplazo de Moyano Gacitúa. De esta última etapa no hay elementos de juicio sobre su pensamiento jurídico ni político y transcurre sin que planteara disidencias. Cesó por decreto del 14 de octubre de 1914 que le acuerda la jubilación. En 1923 presidió la Asamblea constituyente que reformó la Constitución de Córdoba. Falleció en Buenos Aires el 20 de noviembre de 1935.